# Glazoué
Glazoué – miasto w środkowym Beninie, w departamencie Collines. Położone jest około 200 km na północ od stolicy kraju, Porto-Novo. W spisie ludności z 11 maja 2013 roku liczyło 20 036 mieszkańców.